# Фойхтмайер, Йозеф Антон
Йозеф Антон Фойхтмайер, также Фейхтмайр, или Фейхтмейр (нем. Joseph Anton Feuchtmayer, Feichtmair, Feichtmayer; 3 июня 1696, Линц, Австрия над Энсом — 2 января 1770, Мимменхаузен близ Залема) — немецкий скульптор и стуккатор (лепщик-декоратор, мастер декора стукко) в стиле немецкого барокко, живописец и гравёр. Известен работами в районе Боденского озера, на юге Германии и в Швейцарии. Его произведения находятся в Залемском аббатстве и Новом дворце в Мерсбурге.

## Жизнь и творчество
Йозеф Антон Фейхтмайер происходил из знаменитой семьи мастеров из Вессобрунна, Бавария, связанной с так называемой Вессобруннской школой скульпторов-декораторов, резчиков по дереву и камню, мастеров резных деревянных алтарей. Всего в этой местности насчитывали семнадцать семей под фамилией «Фойхтмайер».

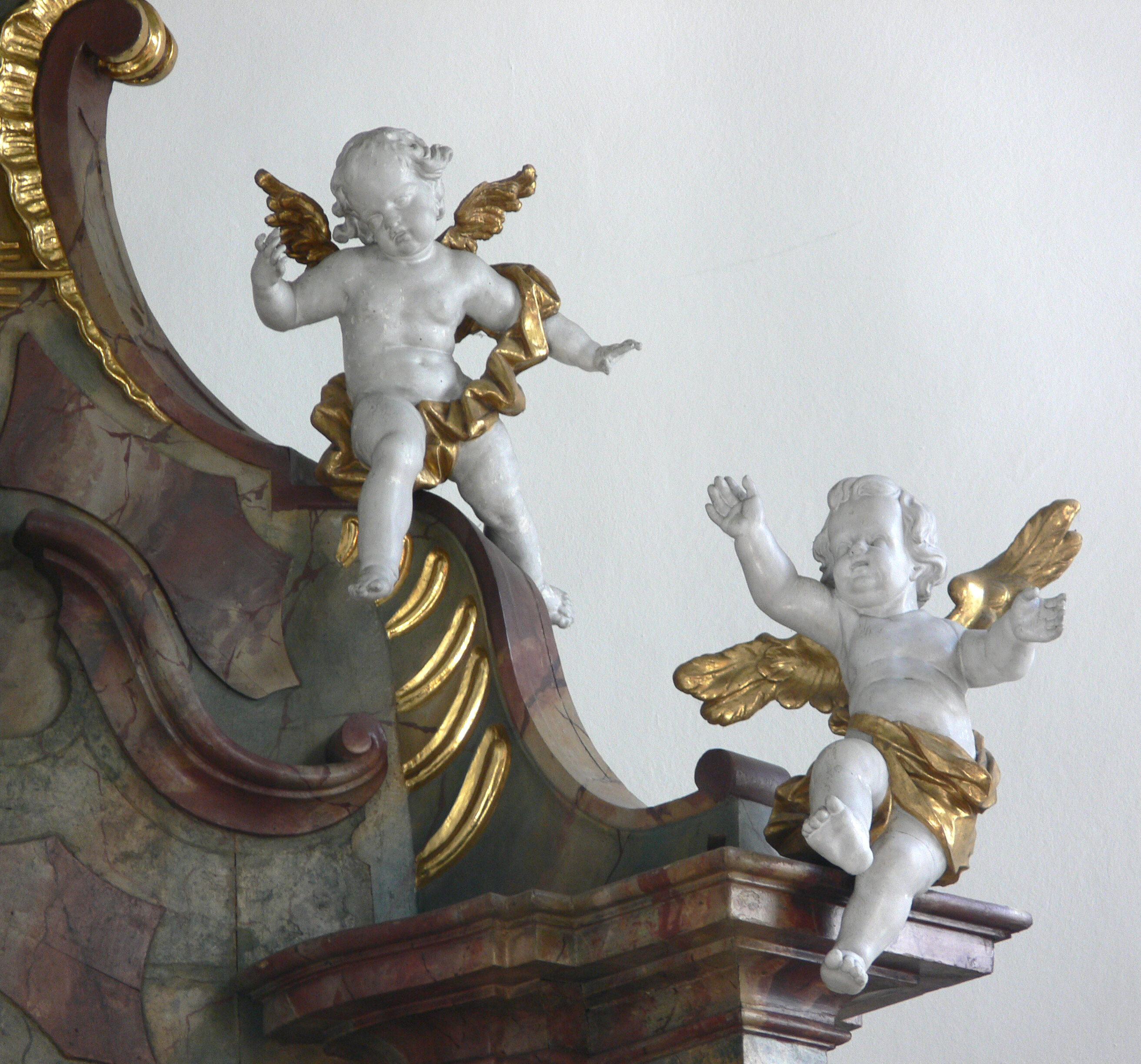
Путти. Деталь алтаря приходской и паломнической церкви Девы Марии. Мариабрунн, район Боденского озера

Отец Йозефа Антона, Франц Йозеф Фойхтмайер (1660—1718) работал в монастырях Верхней Австрии, жил в Линце (Австрия), затем в Шонгау (Бавария), а с 1706 года поселился в Мимменхаузене близ Залема, где работал в имперском аббатстве Залема. Йозеф Антон Фейхтмайер упоминается в 1715—1718 годах в качестве подмастерья скульптора в Аугсбурге и в Вайнгартене.
После смерти отца в 1718 году Йозеф Антон принял на себя управление семейной мастерской в Мимменхаузене. Он также стал «домашним скульптором» (Hausbildhauer) монастыря, который доверил ему все работы. В 1721 году он получил от Залемского монастыря поместье Килленберг в пожизненное владение вместе с правом на защиту, которое освобождало его от административной зависимости и необходимости членства в гильдии. В 1722 году Йозеф Антон женился на Марии Терезии Гольштейн из Вольфегга, которая родила ему семерых детей, но в конечном итоге пережила их всех. Его мастерская, позже названная Домом скульпторов (Haus der Bildhauer), находилась в Мимменхаузене, ныне в ней находится Музей Фойхтмайера.
В Вайнгартене Фойхтмайер работал скульптором, лепщиком и резчиком по дереву. Он создал главный алтарь коллегиальной церкви, резные скамьи хора и трибуну органа. Работал в соавторстве со скульптором и мастером по мраморной отделке Джакомо Антонио Корбеллини, стуккатором Донато Джузеппе Фризони. У североитальянского лепщика Диего Франческо Карлоне он около 1721 года перенял «искусство глянцевой работы» (Kunst der Glanzarbeit) — технику лепнины с глянцевой, сверкающей поверхностью. Для фигур стукко он использовал металлические каркасы, а для отделки поверхностей применял полировку, окраску и сусальное золото.

## Галерея

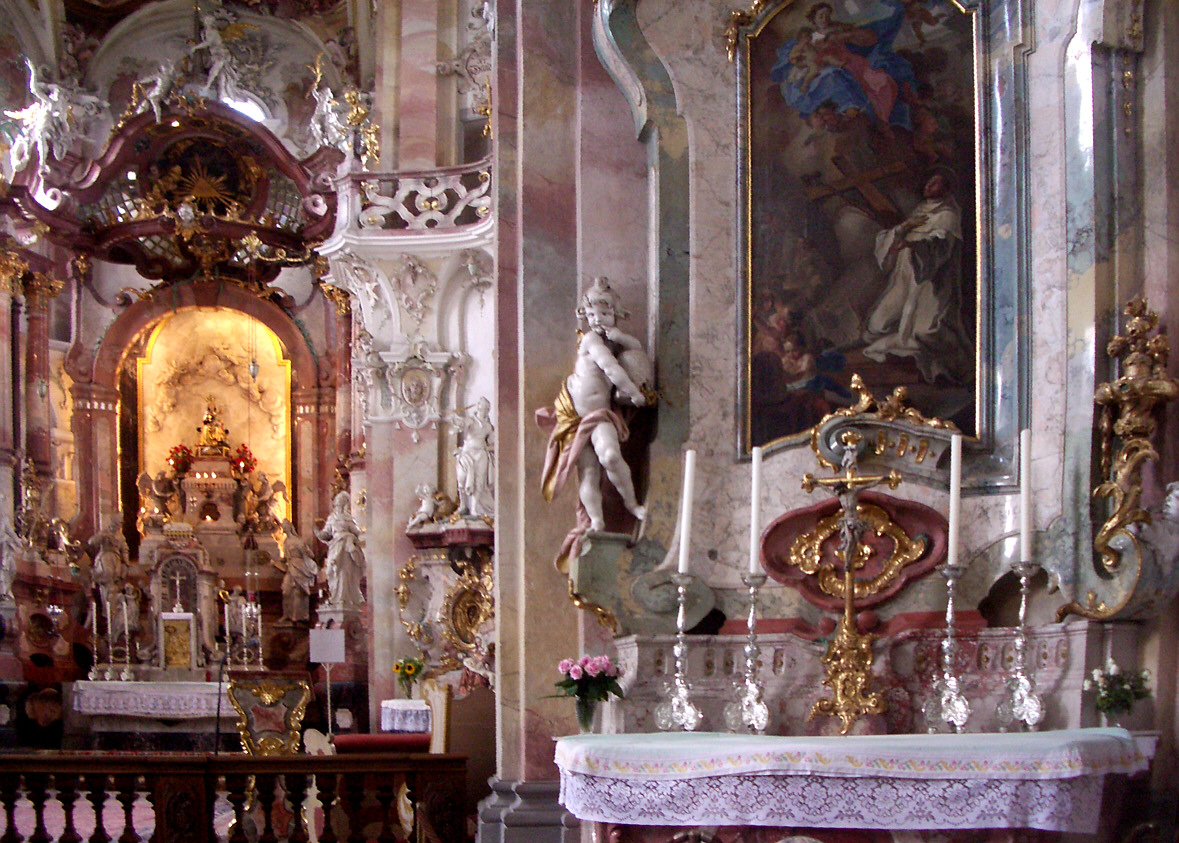
Паломническая церковь в Бирнау. Хор и алтарь
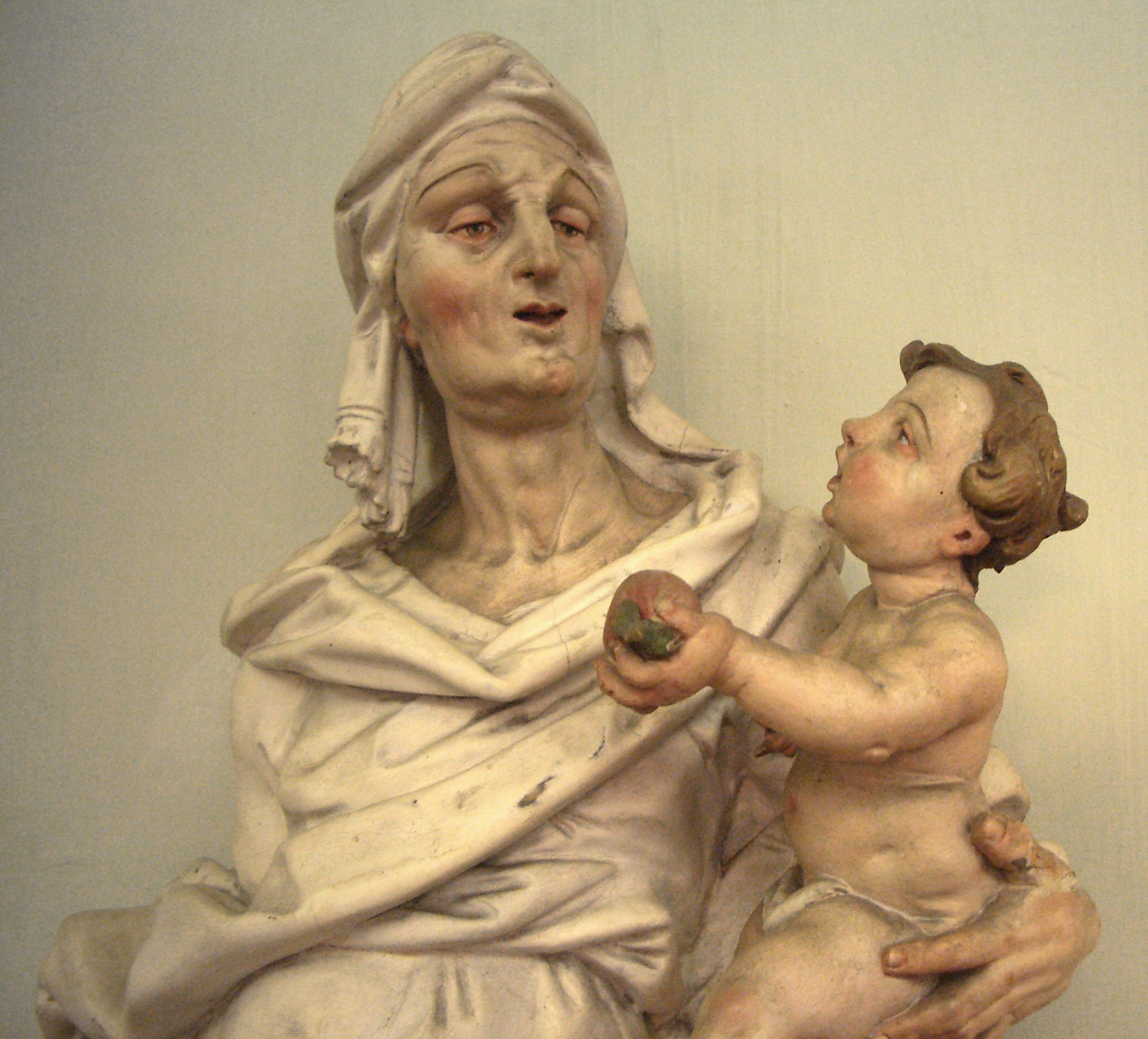
Anna selbdritt (Святая Анна втроём). 1750. Деталь скульптуры из Паломническкой церкви в Бирнау. Городской музей, Иберлинген, Баден-Вюртемберг
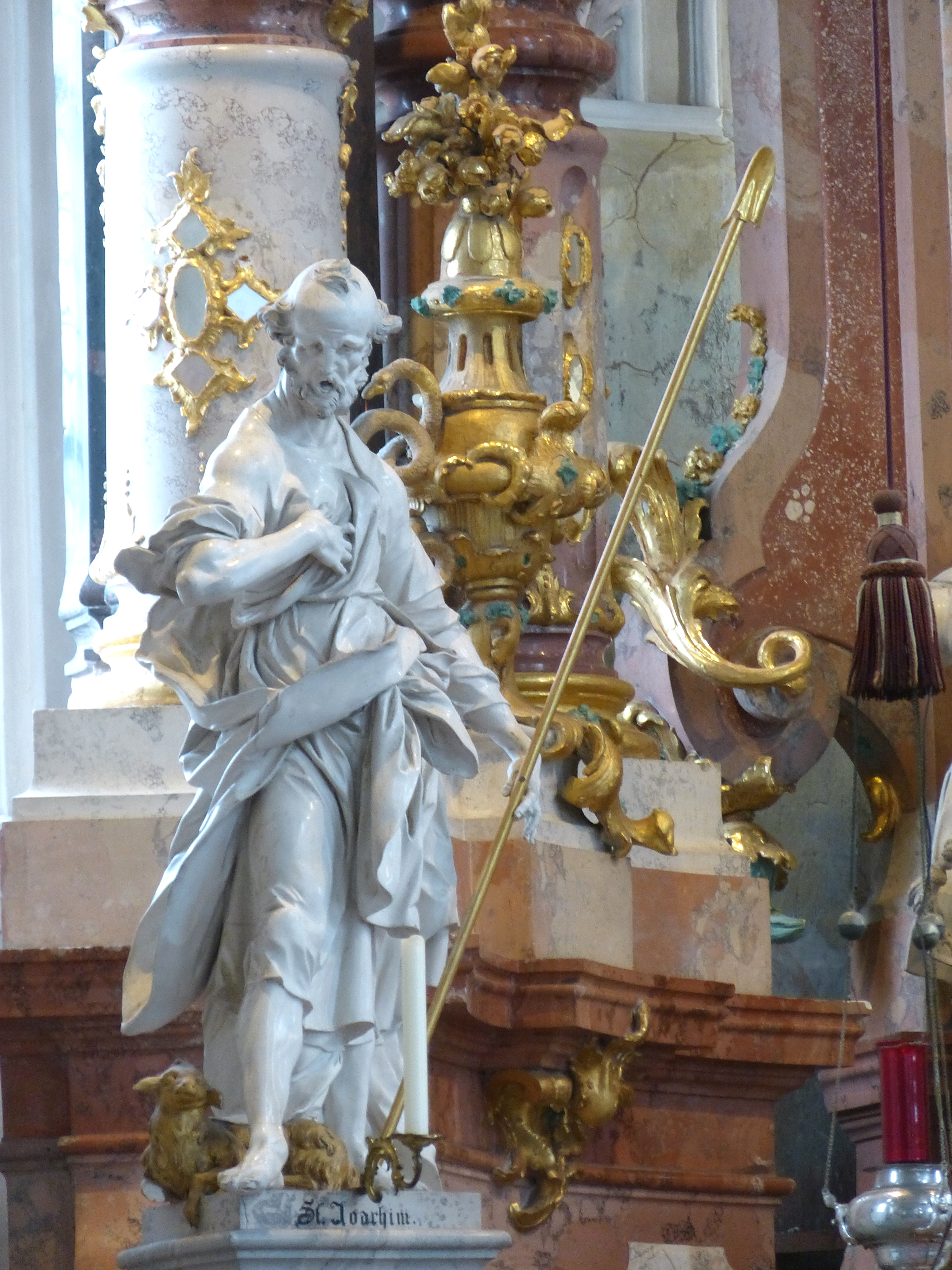
Святой Иоахим. 1750. Скульптура хора Паломническкой церкви в Бирнау.
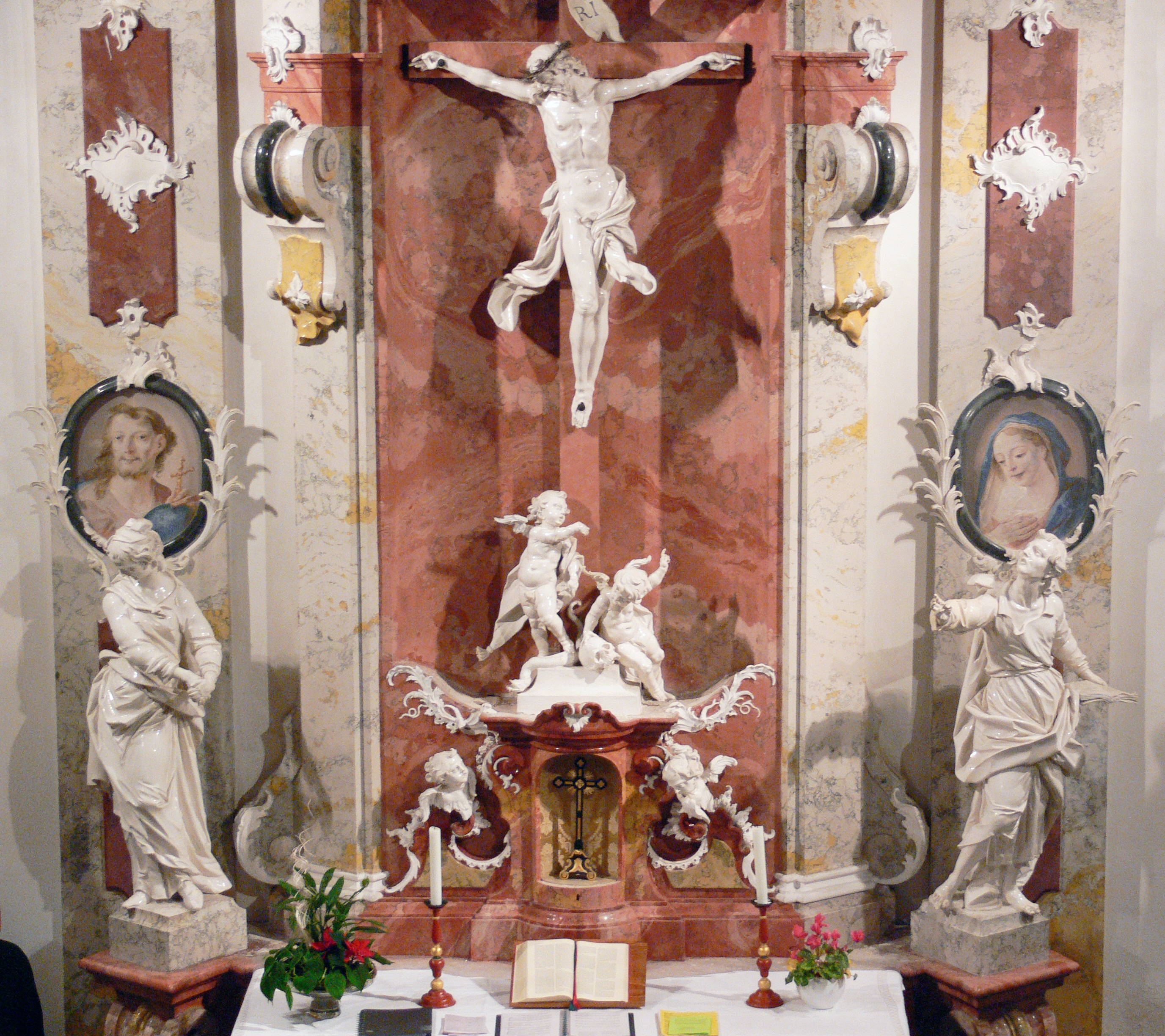
Алтарь дворцовой церкви (придворной капеллы) в Мерсбурге
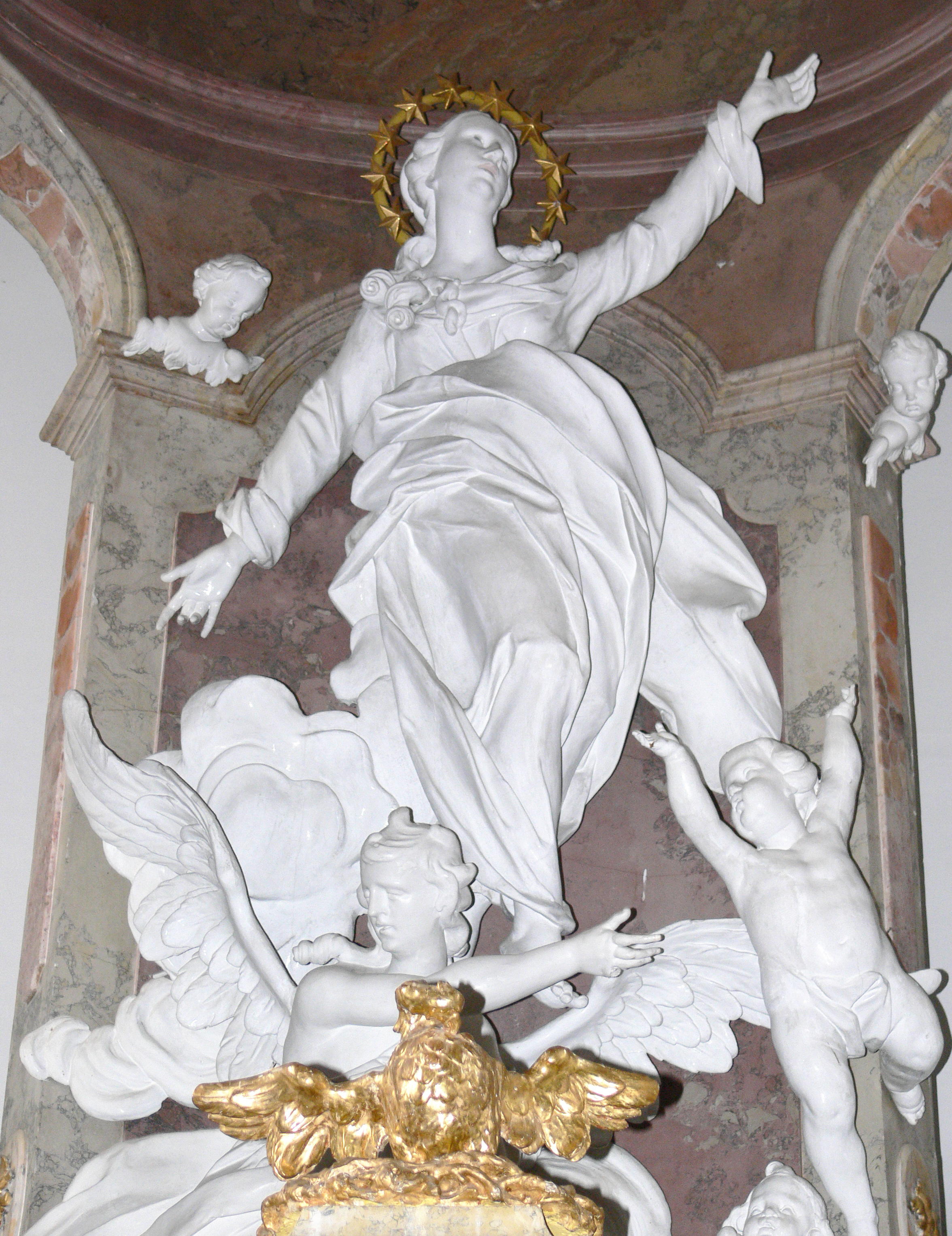
Алтарь церкви в Цайле, недалеко от Лойткирх-им-Алльгой, Баден-Вюртемберг. 1763-1764
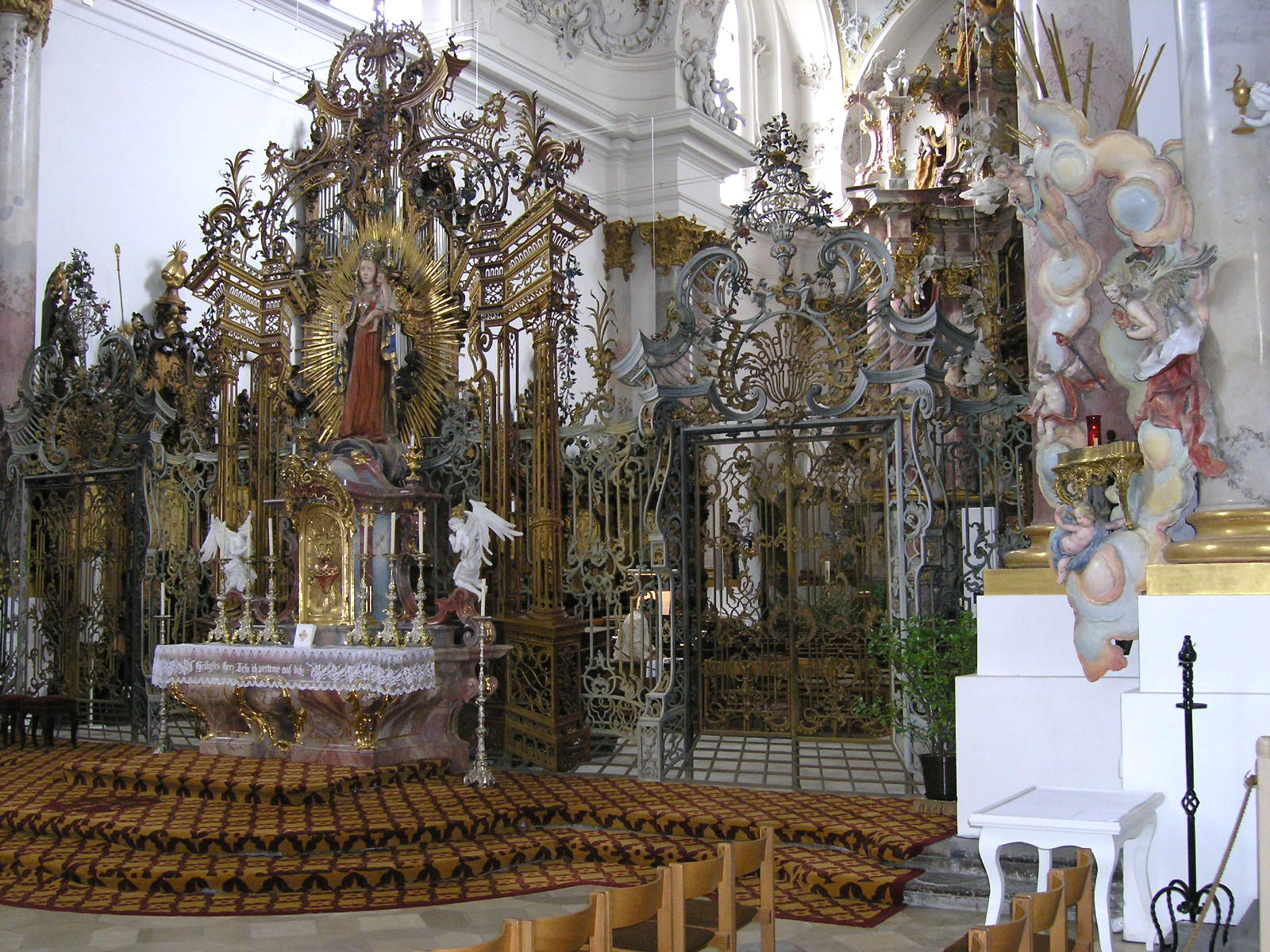
Ограда алтаря церкви аббатства Цвифальтен, Баден-Вюртемберг